# Neoseiulus eucolli
Neoseiulus eucolli är en spindeldjursart som först beskrevs av Wolfgang Karg 1993.  Neoseiulus eucolli ingår i släktet Neoseiulus och familjen Phytoseiidae. Inga underarter finns listade i Catalogue of Life.